# 蘇台德紀念章
1938年10月1日纪念勋章（德語：Die Medaille zur Erinnerung an den 1. Oktober 1938），俗称蘇台德蘭紀念章，是纳粹德国在两次世界大战期间颁发的勋章，也是一系列佔領勋章中的第二枚。
该勋章于1938年10月18日设立，于1938年10月和1939年3月在苏台德地区和捷克斯洛伐克的占领区被授予参加者。该勋章授予所有于1938年10月18日进入苏台德地区的德国国家官员和德国国防军和党卫军成员，以及曾为与德国联合工作的苏台德纳粹分子。后来，为了参与1939年3月15日占领捷克斯洛伐克的残余势力，和其他提供宝贵支持的人，引入了一个用于连接丝带的特殊綬帶。最后一次颁发于1940年12月31日，总共颁发了1,162,617枚奖牌和134,563根綬帶。1945年禁止佩戴纳粹时代的奖章。1957年，德意志联邦共和国重新授权佩戴苏台德奖章。